# Allan Lalín
Allan Moisés Lalín Pérez, né le 5 janvier 1981 à Tegucigalpa, est un footballeur international hondurien. Il évolue actuellement au poste d’attaquant au CD Vida.
Il est le cousin de Hendry Thomas.